# Phlyctimantis
A Phlyctimantis  a kétéltűek (Amphibia) osztályába, a békák (Anura) rendjébe és a mászóbékafélék (Hyperoliidae) családjába tartozó nem.

## Elterjedésük
A nembe tartozó fajok a szub-szaharai Afrikában honosak.

## Rendszerezés
A nembe az alábbi fajok tartoznak:
- Phlyctimantis boulengeri Perret, 1986
- Phlyctimantis keithae Schiøtz, 1975
- Phlyctimantis leonardi (Boulenger, 1906)
- Phlyctimantis maculatus (Duméril, 1853)
- Phlyctimantis verrucosus (Boulenger, 1912)